# 北見工業大學
北见工业大学（きたみこうぎょうだいがく、英文:Kitami Institute of Technology），略称北見大，是位于北海道北见市的日本国立大学。前身是1960年设立的北见工业短期大学，1966年更名为北见工业大学。为日本国立大学中少见的仅设工学部的大学。亦是日本86所国立大学中位置最北的一所。主要目標為配合寒冷地帶展業的人才培育，研究寒冷地帶所需的技術，並配合鄂霍次克海沿岸產業進行研究。

## 学部・学科
- 工学部
- 化学系统工学科
- 电气电子工学科
- 情報系统工学科
- 机械系统工学科
- 机能材料工学科
- 土木开发工学科

## 附屬設施
- 机械分析中心
- 信息处理中心
- 地域共同研究中心
- 未利用能源研究中心